# 眼镜蛇快艇
《眼镜蛇快艇》是1989年竞速与驾驶战斗游戏，由Rare开发，任天堂在歐美地區NES平台上发行。玩家操控装备武器的快艇闯过25个关卡。各关卡目标不一，如比拼速度、援救游泳者、拆除炸弹等。游戏采用三维等距画面，并随玩家移动而卷动画面。游戏由斯坦珀兄弟设计，大卫·怀斯作曲。评论称赞游戏画面出色、关卡多样，是Rare公司及红白机世代的代表作品。游戏收录于2015年Xbox One游戏《Rare游戏合集》中。

## 玩法
《眼镜蛇快艇》是竞速与驾驶战斗游戏。玩家操控装备加农炮的快艇和其他游艇战斗。游戏共设25关，每关任务不一：如竞速比赛、营救游泳者、拆除炸弹。一些关卡末尾还有头目战。玩家在追求速度的同时，要避免撞擊河岸和河中的障碍物。快艇可以攻击对手、冲上斜坡飞行，拾取强化道具升级武器与速度。逆流竞速中，玩家操控快艇躲避圆木和漩涡。炸弹拆除行动中，玩家要将四个炸弹移动到引爆点。其它模式中，玩家必须消灭无赖快艇，避免游泳者被拉到湖边。所有半途救下来的泳者必须重新拉回湖中央。玩家失败将会损失一条生命。《眼镜蛇快艇》以三维等距视角画面显示，画面随快艇移动而自动卷动。

## 背景与发行
1982年，Ultimate Play the Game在阿什比德拉祖什成立。创办人为斯坦珀兄弟（吉姆·斯坦珀、克里斯·斯坦珀）与吉姆妻子卡罗尔。1980年代早期，公司主要为ZX Spectrum游戏机开发作品。公司极少透露业务操作和未来计划。仅有所知的是，公司将开发阵容分为“独立小组”：一支小组负责开发，其余小组专注音效、画面等。公司后演变为Rare，即《眼镜蛇快艇》开发商。
马克·贝特里奇和斯坦普尔兄弟设计游戏，大卫·怀斯谱写配乐，马克·贝特里奇编写程序，吉姆·斯坦珀和凯文·贝利斯负责美术设计。1989年7月，任天堂发行该作。游戏收录于2015年Xbox One的《Rare游戏合集》中。

## 评价
同期评论中，《电脑与电子游戏》推荐该游戏。杂志编辑贾兹·里格纳尔高度评价游戏，称赞画面出色、玩法流畅，使人沉迷。《游戏机器》的马克·卡斯韦尔对瀑布跳跃环节感到不满。怀旧评论中，AllGame的斯凯勒·米勒称赞关卡种类繁多。多家评论认为游戏画面类似《R.C. Pro-Am》，尤其是镜头角度和游戏类型。AllGame的布雷特·艾伦·韦斯称，《眼镜蛇快艇》有1982年雅达利2600游戏《运河大战》的血统。两款游戏都是驾船大战，且避免冲撞陆地；不过《眼镜蛇快艇》采用等距而非俯视视角，且与战斗相比更着重竞速。IGN和GamesRadar称本作跻身最佳红白机游戏之林。GamesRadar还称《眼镜蛇快艇》是Rare所有游戏中「最值得钦佩」的作品：游戏採用等距战斗畫面、有升级道具、玩法多变，是代表红白机世代之美的陈年佳作。